# Kvalspelet till världsmästerskapet i fotboll för damer 2015
Kvalspelet till världsmästerskapet i fotboll för damer 2015 i Kanada spelades mellan 4 april 2013 och december 2014. Deltagarantalet utökades från 16 lag under 2011 års VM till 24. En ny fördelning av platser bekräftades av Fifa den 11 juni 2012:
- AFC (Asien): 5 platser (tidigare 3)
- Caf (Afrika): 3 platser (tidigare 2)
- Concacaf (Nord- och Centralamerika): 3,5+1 (värdnation) platser (tidigare 2,5)
- Conmebol (Sydamerika): 2,5 platser (tidigare 2)
- OFC (Oceanien): 1 platser (samma som tidigare)
- Uefa (Europa): 8 platser (tidigare 4,5+1)

## Kvalificerade länder
| Lag             | Kvalificerat som                                 | Datum             | Antal VM | Antal VM i rad | Tidigare bästa resultat           | FIFA-rankning1 |
| --------------- | ------------------------------------------------ | ----------------- | -------- | -------------- | --------------------------------- | -------------- |
| Kanada          | Värdnation                                       | 3 mars 2011       | 6        | 6              | Fyra (2003)                       | 8              |
| Kina            | Tredje plats i asiatiska mästerskapet 2014       | 17 maj 2014       | 6        | 1              | Tvåa (1999)                       | 16             |
| Sydkorea        | Fjärde plats i asiatiska mästerskapet 2014       | 17 maj 2014       | 2        | 1              | Första omgången (2003)            | 18             |
| Japan           | Vinnare av asiatiska mästerskapet 2014           | 18 maj 2014       | 7        | 7              | Vinnare (2011)                    | 4              |
| Australien      | Andra plats i asiatiska mästerskapet 2014        | 18 maj 2014       | 6        | 6              | Kvartsfinal (2007,2011)           | 10             |
| Thailand        | Femte plats i asiatiska mästerskapet 2014        | 21 maj 2014       | 1        | 1              | Första mästerskapet               | 29             |
| Schweiz         | Vinnare kvalgrupp 3 UEFA-kvalet                  | 15 juni 2014      | 1        | 1              | Första mästerskapet               | 19             |
| England         | Vinnare kvalgrupp 6 UEFA-kvalet                  | 21 augusti 2014   | 4        | 3              | Kvartsfinal (1995, 2007,2011)     | 6              |
| Norge           | Vinnare kvalgrupp 5 UEFA-kvalet                  | 13 september 2014 | 7        | 7              | Vinnare (1995)                    | 11             |
| Tyskland        | Vinnare kvalgrupp 1 UEFA-kvalet                  | 13 september 2014 | 7        | 7              | Vinnare (2003,2007)               | 1              |
| Spanien         | Vinnare kvalgrupp 2 UEFA-kvalet                  | 13 september 2014 | 1        | 1              | Första mästerskapet               | 14             |
| Frankrike       | Vinnare kvalgrupp 7 UEFA-kvalet                  | 13 september 2014 | 3        | 2              | Fyra (2011)                       | 3              |
| Sverige         | Vinnare kvalgrupp 4 UEFA-kvalet                  | 17 september 2014 | 7        | 7              | Tvåa (2003)                       | 5              |
| Brasilien       | Vinnare av sydamerikanska mästerskapet 2014      | 26 september 2014 | 7        | 7              | Tvåa (2007)                       | 7              |
| Colombia        | Andra plats i sydamerikanska mästerskapet 2014   | 28 september 2014 | 2        | 2              | Första omgången (2011)            | 28             |
| Nigeria         | Vinnare av afrikanska mästerskapet 2014          | 22 oktober 2014   | 7        | 7              | Kvartsfinal (1999)                | 33             |
| Kamerun         | Andra plats i afrikanska mästerskapet 2014       | 22 oktober 2014   | 1        | 1              | Första mästerskapet               | 53             |
| Costa Rica      | Andra plats i nordamerikanska mästerskapet 2014  | 24 oktober 2014   | 1        | 1              | Första mästerskapet               | 37             |
| USA             | Vinnare av nordamerikanska mästerskapet 2014     | 24 oktober 2014   | 7        | 7              | Vinnare (1991, 1999)              | 2              |
| Elfenbenskusten | Tredje plats i afrikanska mästerskapet 2014      | 25 oktober 2014   | 1        | 1              | Första mästerskapet               | 67             |
| Mexiko          | Tredje plats i nordamerikanska mästerskapet 2014 | 26 oktober 2014   | 3        | 2              | Första omgången (1999,2011)       | 25             |
| Nya Zeeland     | Vinnare av oceaniska mästerskapet 2014           | 29 oktober 2014   | 4        | 3              | Första omgången (1991, 2007,2011) | 17             |
| Nederländerna   | Vinnare playoff UEFA-kvalet                      | 27 november 2014  | 1        | 1              | Första mästerskapet               | 12             |
| Ecuador         | Vinnare av CONMEBOL-CONCACAF-kvalet              | 2 december 2014   | 1        | 1              | Första mästerskapet               | 48             |

1 Rankningarna är hämtade från den senaste rapporten före mästerskapet (publicerades den 27 mars 2015).

## AFC (Asien)
20 lag tävlade om 5 platser.
Kvalificerade lag (5):
- Japan
- Australien
- Kina
- Sydkorea
- Thailand

Utslagna lag:
| Kvalet: - Uzbekistan - Hongkong - Taiwan - Iran - Kirgizistan - Palestina - Bahrain - Bangladesh - Indien - Kuwait - Libanon - Filippinerna | Slutspel: Gruppspel - Myanmar - Jordanien Match om femte plats - Vietnam |

## CAF (Afrika)
26 lag tävlade om 3 platser.
Kvalificerade lag (3):
- Nigeria
- Kamerun
- Elfenbenskusten

Utslagna lag:
| Kvalificering | Kvalificering                                                                                 | Slutspel                                                               |
| 1:a rundan - Marocko - Egypten - Sydsudan - Burkina Faso - Mali - Kenya - Sierra Leone - Guinea-Bissau - Moçambique - Botswana - Tanzania | 2:a rundan - Tunisien - Etiopien - Ekvatorialguinea - Rwanda - Senegal - Komorerna - Zimbabwe | Gruppspel - Ghana - Namibia - Algeriet - Zambia Bronsmatch - Sydafrika |

## CONCACAF (Nord- och Centralamerika)
28 lag tävlade om 3 eller 4 platser (utöver värdnationen Kanada som är direktkvalificerad). 30 lag deltog i turneringen men då Martinique och Guadeloupe enbart är medlemmar i CONCACAF och inte i FIFA kan de inte kvalificera sig för VM.
Kvalificerade lag (3):
- Mexiko
- USA
- Costa Rica

Vidare till interkontinental runda:
- Trinidad och Tobago

Utslagna lag:
| Karibien, 1:a rundan - Saint Vincent och Grenadinerna - Amerikanska Jungfruöarna - Aruba - Barbados - Dominica - Caymanöarna - Turks- och Caicosöarna - Kuba - Surinam - Guadeloupe - Anguilla - Dominikanska republiken - Saint Lucia | Karibien, 2:a rundan - Antigua och Barbuda - Saint Kitts och Nevis - Bermuda - Puerto Rico | Centralamerika, 1:a rundan - Belize - El Salvador - Panama - Honduras - Nicaragua | Gruppspel - Guatemala - Martinique - Haiti - Jamaica |

## CONMEBOL (Sydamerika)
10 lag tävlade om 2 direktplatser och 1 interkontinental kvalplats.
Gruppspelsomgång 1
De tio lagen delades in i två grupper om fem lag. De två bästa lagen ur respektive grupp (A och B) fick spela vidare i den andra gruppspelsomgången.
Grupp A
| Nr | Grupp A   | S | V | O | F | GM | IM | MS | P  |
| -- | --------- | - | - | - | - | -- | -- | -- | -- |
| 1  | Colombia  | 4 | 4 | 0 | 0 | 10 | 1  | +9 | 12 |
| 2  | Ecuador   | 4 | 2 | 0 | 2 | 3  | 3  | 0  | 6  |
| 3  | Uruguay   | 4 | 2 | 0 | 2 | 5  | 9  | −4 | 6  |
| 4  | Venezuela | 4 | 1 | 1 | 2 | 4  | 6  | −2 | 4  |
| 5  | Peru      | 4 | 0 | 1 | 3 | 1  | 4  | −3 | 1  |

| Hemma \ Borta | Colombia | Ecuador | Peru | Uruguay | Venezuela |
| Colombia      | —        |         | 1–0  | 4–0     | 4–1       |
| Ecuador       | 0–1      | —       | 1–0  | 1–2     | 1–0       |
| Peru          |          |         | —    |         |           |
| Uruguay       |          |         | 2–1  | —       | 1–3       |
| Venezuela     |          |         | 0–0  |         | —         |

Grupp B
| Nr | Grupp B   | S | V | O | F | GM | IM | MS  | P |
| -- | --------- | - | - | - | - | -- | -- | --- | - |
| 1  | Brasilien | 4 | 3 | 0 | 1 | 12 | 3  | +9  | 9 |
| 2  | Argentina | 4 | 3 | 0 | 1 | 9  | 1  | +8  | 9 |
| 3  | Chile     | 4 | 2 | 0 | 2 | 14 | 9  | +5  | 6 |
| 4  | Paraguay  | 4 | 2 | 0 | 2 | 6  | 5  | +1  | 6 |
| 5  | Bolivia   | 4 | 0 | 0 | 4 | 2  | 25 | −23 | 0 |

| Hemma \ Borta | Argentina | Bolivia | Brasilien | Chile | Paraguay |
| Argentina     | —         |         |           | 0–1   | 1–0      |
| Bolivia       | 0–6       | —       |           |       | 2–10     |
| Brasilien     | 0–2       | 6–0     | —         |       |          |
| Chile         |           | 3–0     | 0–2       | —     |          |
| Paraguay      |           |         | 1–4       | 3–2   | —        |

Gruppspelsomgång 2
| Nr | Lag       | S | V | O | F | GM | IM | MS  | P |
| -- | --------- | - | - | - | - | -- | -- | --- | - |
| 1  | Brasilien | 3 | 2 | 1 | 0 | 10 | 0  | +10 | 7 |
| 2  | Colombia  | 3 | 1 | 2 | 0 | 2  | 1  | +1  | 5 |
| 3  | Ecuador   | 3 | 1 | 0 | 2 | 4  | 8  | −4  | 3 |
| 4  | Argentina | 3 | 0 | 1 | 2 | 2  | 9  | −7  | 1 |

| Hemma \ Borta | Argentina | Brasilien | Colombia | Ecuador |
| Argentina     | —         |           |          | 2–3     |
| Brasilien     | 6–0       | —         |          | 4–0     |
| Colombia      | 0–0       | 0–0       | —        | 2–1     |
| Ecuador       |           |           |          | —       |

## OFC (Oceanien)
4 lag tävlade om 1 plats.
Kvalificerade lag (1):
- Nya Zeeland

Utslagna lag:
- Papua Nya Guinea
- Cooköarna
- Tonga

## UEFA (Europa)
46 lag tävlade om 8 platser.
Kvalificerade lag (8):
- Tyskland
- Frankrike
- Norge
- Sverige
- England
- Spanien
- Schweiz
- Nederländerna

Utslagna lag:
| Inledande omgång:                           | Gruppspel: | Gruppspel:                                                                                                   | Gruppspel:                                                                                                   | Utslagsspel:                    |
| - Georgien - Lettland - Litauen - Luxemburg | - Albanien - Belgien - Bosnien och Hercegovina - Bulgarien - Danmark - Estland - Finland - Färöarna - Grekland - Irland - Island | - Israel - Kazakstan - Kroatien - Makedonien - Malta - Montenegro - Nordirland - Polen - Portugal - Rumänien | - Ryssland - Serbien - Slovakien - Slovenien - Tjeckien - Turkiet - Ungern - Vitryssland - Wales - Österrike | - Italien - Skottland - Ukraina |

## CONMEBOL-CONCACAF-kvalet
Fyran i CONCACAF-kvalet mötte trean från CONMEBOL i ett dubbelmöte om den sista VM-platsen. Detta på grund av att CONCACAF tilldelades 3,5 platser och CONMEBOL 2,5 st i mästerskapet. Matcherna spelades den 8 november och 2 december 2014.
| Lag 1   | Totalt | Lag 2               | Möte 1 | Möte 2 |
| Ecuador | 1 – 0  | Trinidad och Tobago | 0 – 0  | 1 – 0  |

Ecuador besegrade Trinidad och Tobago med 1-0 i den andra matchen och knep därmed den sista platsen till VM.